# Reuilly (Indre)
Pour les articles homonymes, voir Reuilly.
Reuilly est une commune française située dans le département de l'Indre, en région Centre-Val de Loire.

## Géographie

### Localisation
La commune est située dans le nord-est du département, à la limite avec le département du Cher. Elle est située dans la région naturelle de la Champagne berrichonne, dans un vallon perpendiculaire à la vallée de l'Arnon.
Les communes limitrophes sont : Lazenay (2 km), Chéry (4 km), Diou (4 km), Saint-Pierre-de-Jards (6 km), Giroux (10 km) et Paudy (11 km).
Les communes chefs-lieux et préfectorales sont : Issoudun (16 km), Levroux (35 km), Châteauroux (40 km), La Châtre (56 km) et Le Blanc (90 km).

### Hameaux et lieux-dits
Les hameaux et lieux-dits de la commune sont : Noray, Gratte-Chien, la Ferté et le Bois Saint-Denis.

### Géologie et hydrographie
La commune est classée en zone de sismicité 2, correspondant à une sismicité faible.
Le territoire communal est arrosé par les rivières Arnon et Théols.

### Climat
Pour des articles plus généraux, voir Climat du Centre-Val de Loire et Climat de l'Indre.
En 2010, le climat de la commune est de type climat océanique dégradé des plaines du Centre et du Nord, selon une étude du CNRS s'appuyant sur une série de données couvrant la période 1971-2000. En 2020, Météo-France publie une typologie des climats de la France métropolitaine dans laquelle la commune est exposée à un climat océanique altéré et est dans la région climatique Centre et contreforts nord du Massif Central, caractérisée par un air sec en été et un bon ensoleillement.
Pour la période 1971-2000, la température annuelle moyenne est de 11,3 °C, avec une amplitude thermique annuelle de 15,1 °C. Le cumul annuel moyen de précipitations est de 704 mm, avec 11 jours de précipitations en janvier et 6,9 jours en juillet. Pour la période 1991-2020, la température moyenne annuelle observée sur la station météorologique de Météo-France la plus proche, sur la commune de Quincy à 10 km à vol d'oiseau, est de 12,1 °C et le cumul annuel moyen de précipitations est de 735,0 mm,. Pour l'avenir, les paramètres climatiques de la commune estimés pour 2050 selon différents scénarios d'émission de gaz à effet de serre sont consultables sur un site dédié publié par Météo-France en novembre 2022.

### Voies de communication et transports
Le territoire communal est desservi par les routes départementales : 2, 27, 28, 28B, 28C, 165 et 918.
La ligne des Aubrais - Orléans à Montauban-Ville-Bourbon passe par le territoire communal, une gare dessert la commune.
Reuilly est desservi par la ligne 1 du réseau TIGR ; par la ligne U du Réseau de mobilité interurbaine et par la ligne 1.3 du réseau d'autocars TER Centre-Val de Loire.
L'aéroport le plus proche est l'aéroport de Châteauroux-Centre, à 41 km.
Le territoire communal est traversé par le sentier de grande randonnée de pays de la Champagne berrichonne.

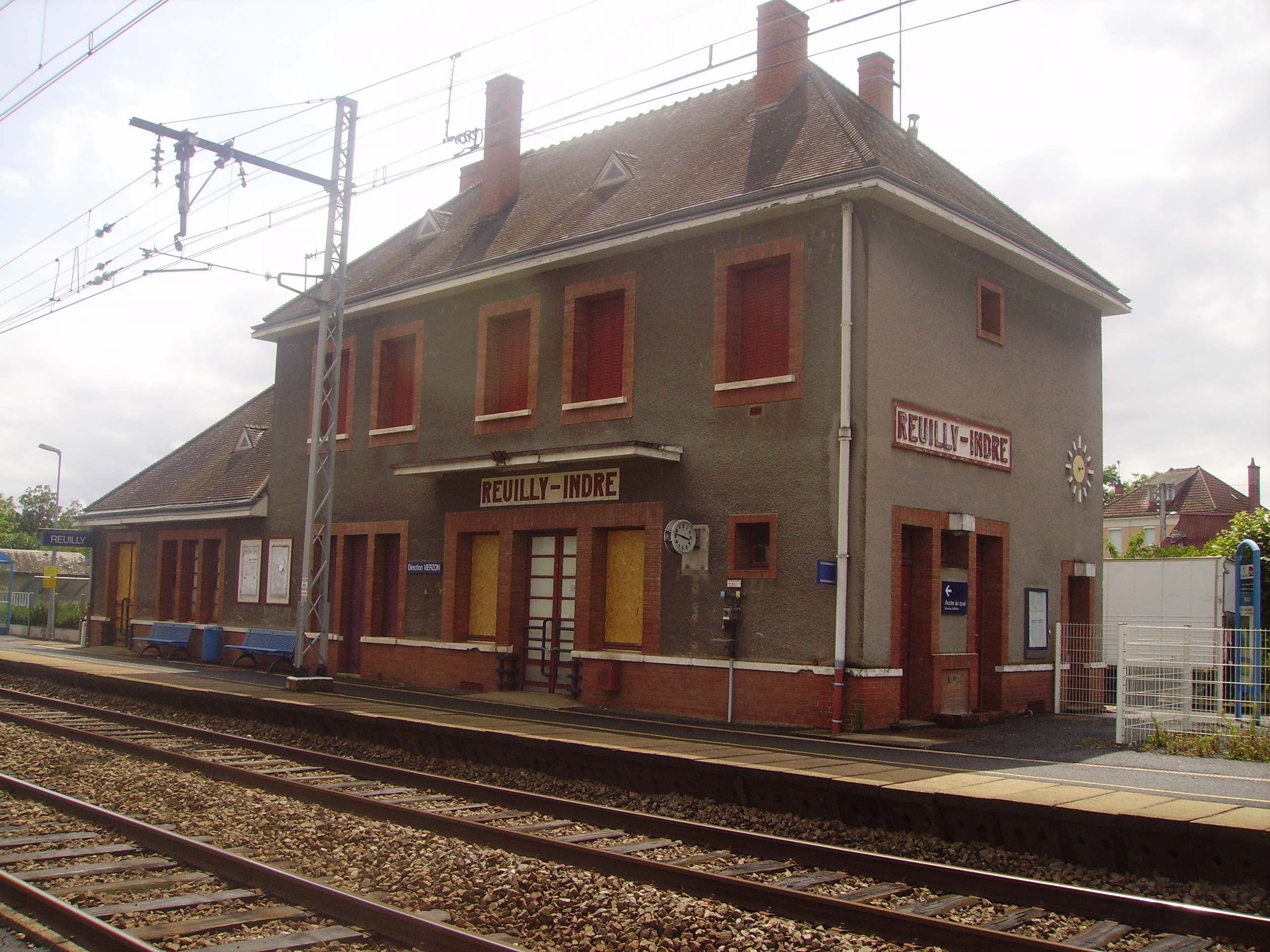
La gare en 2010.

## Urbanisme

### Typologie
Au 1er janvier 2024, Reuilly est catégorisée bourg rural, selon la nouvelle grille communale de densité à sept niveaux définie par l'Insee en 2022.
Elle est située hors unité urbaine. Par ailleurs la commune fait partie de l'aire d'attraction d'Issoudun, dont elle est une commune de la couronne,. Cette aire, qui regroupe 20 communes, est catégorisée dans les aires de moins de 50 000 habitants,.

### Occupation des sols
L'occupation des sols de la commune, telle qu'elle ressort de la base de données européenne d’occupation biophysique des sols Corine Land Cover (CLC), est marquée par l'importance des territoires agricoles (87,3 % en 2018), en diminution par rapport à 1990 (89,1 %). La répartition détaillée en 2018 est la suivante : 
terres arables (78,1 %), zones urbanisées (6,8 %), zones agricoles hétérogènes (6,1 %), forêts (5,9 %), cultures permanentes (2,7 %), prairies (0,4 %). L'évolution de l’occupation des sols de la commune et de ses infrastructures peut être observée sur les différentes représentations cartographiques du territoire : la carte de Cassini (XVIIIe siècle), la carte d'état-major (1820-1866) et les cartes ou photos aériennes de l'IGN pour la période actuelle (1950 à aujourd'hui).

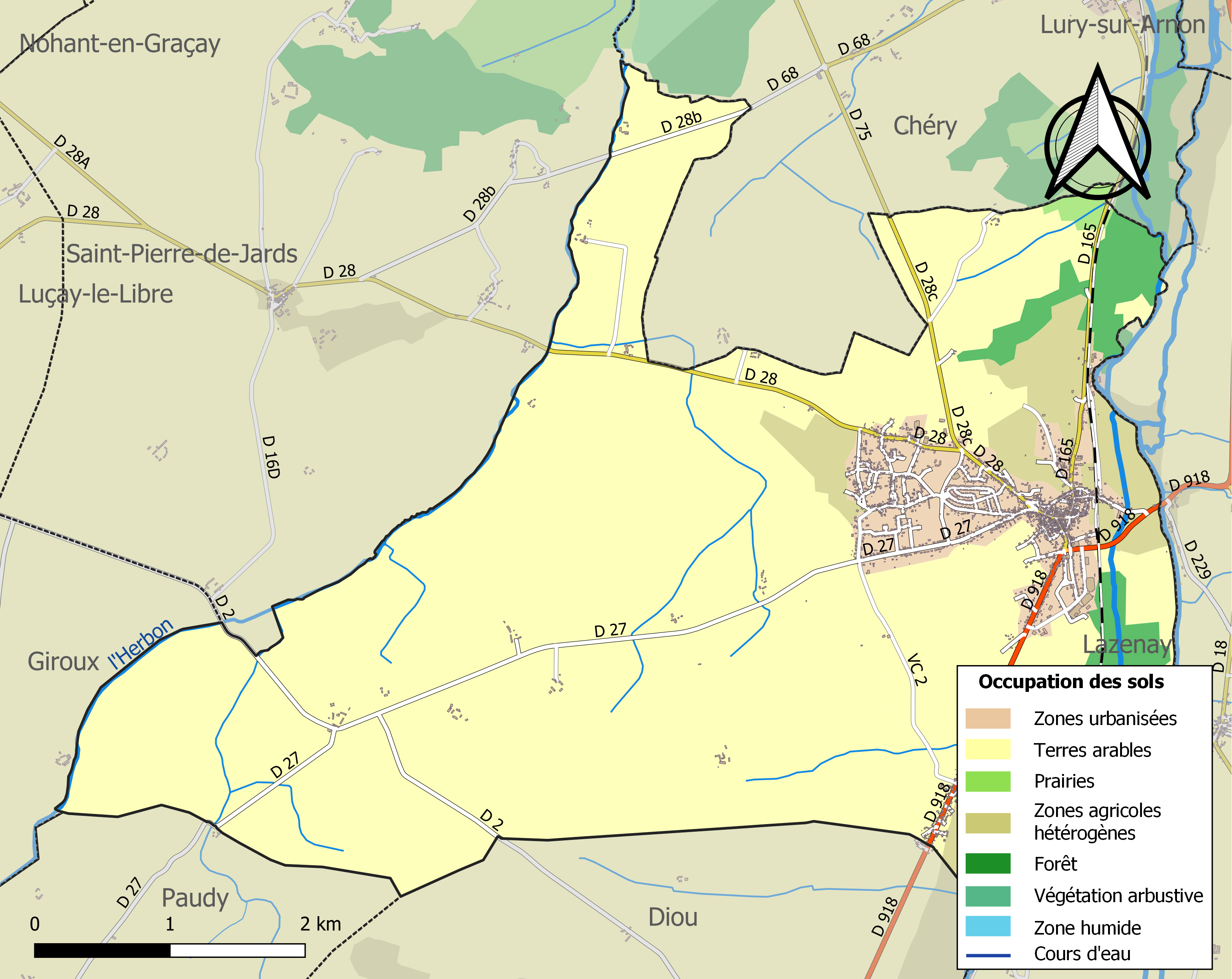
Carte des infrastructures et de l'occupation des sols de la commune en 2018 (CLC).

### Logement
Le tableau ci-dessous présente le détail du secteur des logements de la commune :
| Date du relevé                                              | 2013   |
| Nombre total de logements                                   | 1 192  |
| Résidences principales                                      | 79,5 % |
| Résidences secondaires                                      | 7,1 %  |
| Logements vacants                                           | 13,5 % |
| Part des ménages propriétaires de leur résidence principale | 76,6 % |

### Risques majeurs
Le territoire de la commune de Reuilly est vulnérable à différents aléas naturels : météorologiques (tempête, orage, neige, grand froid, canicule ou sécheresse), inondations, mouvements de terrains et séisme (sismicité faible). Il est également exposé à un risque technologique, le transport de matières dangereuses. Un site publié par le BRGM permet d'évaluer simplement et rapidement les risques d'un bien localisé soit par son adresse soit par le numéro de sa parcelle.

#### Risques naturels
Certaines parties du territoire communal sont susceptibles d’être affectées par le risque d’inondation par débordement de cours d'eau, notamment l'Herbon, l'Arnon, la Théols, La commune a été reconnue en état de catastrophe naturelle au titre des dommages causés par les inondations et coulées de boue survenues en 1982, 1985, 1999, 2008 et 2016,.

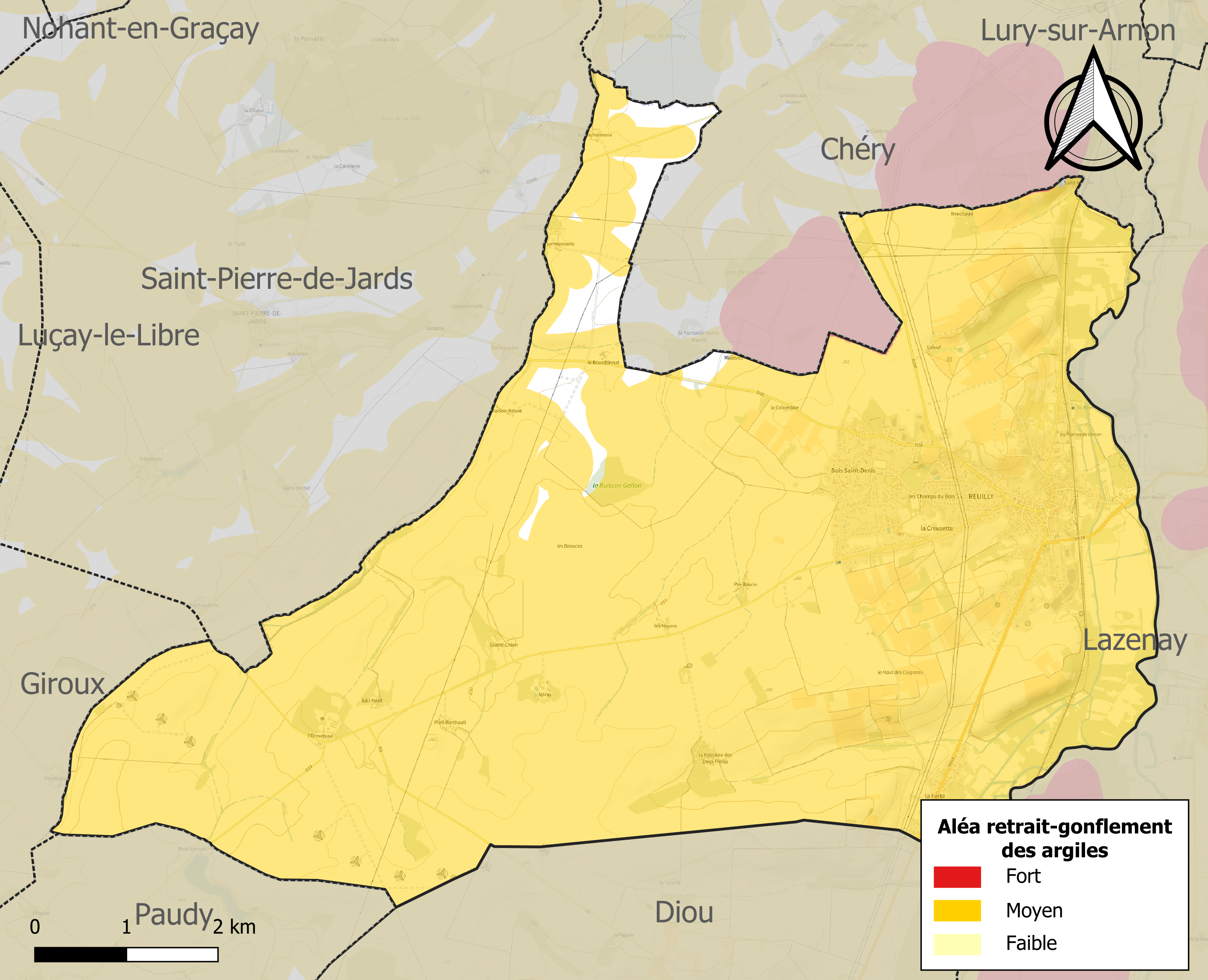
Carte des zones d'aléa retrait-gonflement des sols argileux de Reuilly.

Les mouvements de terrains susceptibles de se produire sur la commune sont des tassements différentiels.
Le retrait-gonflement des sols argileux est susceptible d'engendrer des dommages importants aux bâtiments en cas d’alternance de périodes de sécheresse et de pluie. 97,3 % de la superficie communale est en aléa moyen ou fort (84,7 % au niveau départemental et 48,5 % au niveau national). Sur les 1 168 bâtiments dénombrés sur la commune en 2019, 1168 sont en aléa moyen ou fort, soit 100 %, à comparer aux 86 % au niveau départemental et 54 % au niveau national. Une cartographie de l'exposition du territoire national au retrait gonflement des sols argileux est disponible sur le site du BRGM,.
Concernant les mouvements de terrains, la commune a été reconnue en état de catastrophe naturelle au titre des dommages causés par la sécheresse en 1989, 1992, 1993, 1994, 2011, 2018 et 2019 et par des mouvements de terrain en 1999.

#### Risques technologiques
Le risque de transport de matières dangereuses sur la commune est lié à sa traversée par des infrastructures routières ou ferroviaires importantes ou la présence d'une canalisation de transport d'hydrocarbures. Un accident se produisant sur de telles infrastructures est en effet susceptible d’avoir des effets graves au bâti ou aux personnes jusqu’à 350 m, selon la nature du matériau transporté. Des dispositions d’urbanisme peuvent être préconisées en conséquence.

## Toponymie
Le nom de Reuilly viendrait de Rulliacus, dérivé, peut être de Rullius, nom d'un propriétaire d'une villa gallo-romaine. Un village s'est regroupé peu à peu autour de la première église disparue.
Ses habitants sont appelés les Reuillois.

## Histoire
En 637, le roi Dagobert (629 - 639) aurait donné ses domaines reuillois à l'abbaye de Saint-Denis-en-France. Il existe un document en ce sens, qui se réfèrerait bien à Reuilly dans l'Indre, et non à un des autres lieux dans la moitié nord de la France qui portent le nom de Reuilly, car ce manuscrit associe Reuilly (Ruilliacum) à d'autres lieux du Berry. L'authenticité de ce document a été mise en doute pour des raisons de style et de date,,, mais Reuilly aurait bien été rattaché à l'abbaye de Saint-Denis à la fin du Xe siècle.
Reuilly est une seigneurie religieuse jusqu’à la Révolution. Le village a connu l’invasion normande en 902, l’invasion anglaise durant la guerre de Cent Ans, avant d’être reconquis par Du Guesclin vers 1370.
Une commanderie des templiers s'est installée à l’Ormeteau, au début du XIIe siècle. Les hospitaliers de Saint Jean de Jérusalem remplacent les templiers en 1312 après la dissolution de leur ordre par Philippe le Bel. Le château de l'Ormeteau connaît aussi une bataille lors des guerres de Religion, en septembre 1589.
Entre 1656 et 1659, le château de la Ferté est construit, avec François Mansart, cousin du grand Mansart, comme architecte. C’est le seul château de l’Indre de l’époque Louis XIV.
La communauté de Reuilly traverse une grave crise démographique au début du XVIIIe siècle, puisqu’elle passe de 295 feux en 1709 à 226 en 1726. L’hiver de 1709-1710 notamment cause de nombreuses pertes, ainsi que la grande canicule de 1719 (qui tua beaucoup par dysenterie).
En 1791, Reuilly devient chef-lieu de canton pour quelques années seulement, Bonaparte réduisant drastiquement le nombre des cantons en 1801.
La commune fut rattachée de 1973 à 2015 au canton d'Issoudun-Nord.

## Politique et administration
La commune dépend de l'arrondissement d'Issoudun, du canton de Levroux, de la deuxième circonscription de l'Indre et de la communauté de communes du Pays d'Issoudun.
Elle dispose d'un bureau de poste, d'un centre de secours, d'une gendarmerie et d'un office de tourisme.

### Liste des maires
| Période                                  | Période                    | Identité           | Étiquette | Qualité |
| ---------------------------------------- | -------------------------- | ------------------ | --------- | --- |
| 1944                                     | mai 1945                   | Raymond Perrot     |           | |
| mai 1945                                 | mars 1959                  | Thérèse Maguin     |           | L'une des premières femmes maires de France |
| mars 1959                                | mars 1965                  | Pierre Jacob       |           | |
| mars 1965                                | 1976                       | Claude Caylus      | RI        | Député suppléant de Maurice Tissandier (1968 → 1973) |
| 1976                                     | mars 1977                  | Lucien Sandré      |           | Dirigeant d'entreprise |
| mars 1977                                | 1979                       | André Bigot        |           | |
| 1979                                     | 21 mars 2006 (décès)       | Jean-Pierre Berlot | PCF       | Cadre à la Mutualité sociale agricole Conseiller général d'Issoudun-Nord (1998 → 2006) Vice-président de la CC du Pays d'Issoudun                                                     |
| 2006                                     | 2 avril 2014               | Patrick Bertrand   | DVG       | Retraité de l'Éducation nationale |
| 2 avril 2014                             | 4 octobre 2020 (démission) | Nadine Bellurot    | DVD-LR    | Inspectrice générale au ministère de l'Écologie Sénatrice de l'Indre (2020 → ) Conseillère départementale de Levroux (2015 → ) Vice-présidente du conseil départemental (2015 → 2020) |
| 12 octobre 2020                          | 15 avril 2024              | Yves Guesnard      | DVD       | Cadre de banque retraité, ancien 1er adjoint Démissionnaire |
| 29 avril 2024                            | En cours                   | Carole Baptista    |           | Infirmière libérale |
| Les données manquantes sont à compléter. |                            |                    |           | |

## Population et société

### Démographie
L'évolution du nombre d'habitants est connue à travers les recensements de la population effectués dans la commune depuis 1793. Pour les communes de moins de 10 000 habitants, une enquête de recensement portant sur toute la population est réalisée tous les cinq ans, les populations de référence des années intermédiaires étant quant à elles estimées par interpolation ou extrapolation. Pour la commune, le premier recensement exhaustif entrant dans le cadre du nouveau dispositif a été réalisé en 2004.

En 2022, la commune comptait 2 009 habitants, en évolution de −1,08 % par rapport à 2016 (Indre : −3 %, France hors Mayotte : +2,11 %).
| 1793  | 1800  | 1806  | 1821  | 1831  | 1836  | 1841  | 1846  | 1851  |
| ----- | ----- | ----- | ----- | ----- | ----- | ----- | ----- | ----- |
| 1 712 | 1 671 | 1 762 | 1 859 | 2 185 | 2 297 | 2 241 | 2 418 | 2 586 |

| 1856  | 1861  | 1866  | 1872  | 1876  | 1881  | 1886  | 1891  | 1896  |
| ----- | ----- | ----- | ----- | ----- | ----- | ----- | ----- | ----- |
| 2 524 | 2 568 | 2 632 | 2 667 | 2 719 | 2 735 | 2 776 | 2 714 | 2 610 |

| 1901  | 1906  | 1911  | 1921  | 1926  | 1931  | 1936  | 1946  | 1954  |
| ----- | ----- | ----- | ----- | ----- | ----- | ----- | ----- | ----- |
| 2 569 | 2 535 | 2 578 | 2 222 | 2 091 | 2 052 | 1 918 | 2 078 | 2 058 |

| 1962  | 1968  | 1975  | 1982  | 1990  | 1999  | 2004  | 2006  | 2009  |
| ----- | ----- | ----- | ----- | ----- | ----- | ----- | ----- | ----- |
| 2 011 | 2 020 | 2 036 | 2 017 | 1 952 | 1 963 | 1 960 | 1 953 | 2 060 |

| 2014  | 2019  | 2022  | - | - | - | - | - | - |
| ----- | ----- | ----- | - | - | - | - | - | - |
| 2 050 | 2 010 | 2 009 | - | - | - | - | - | - |

### Enseignement
La commune dépend de la circonscription académique d'Issoudun.

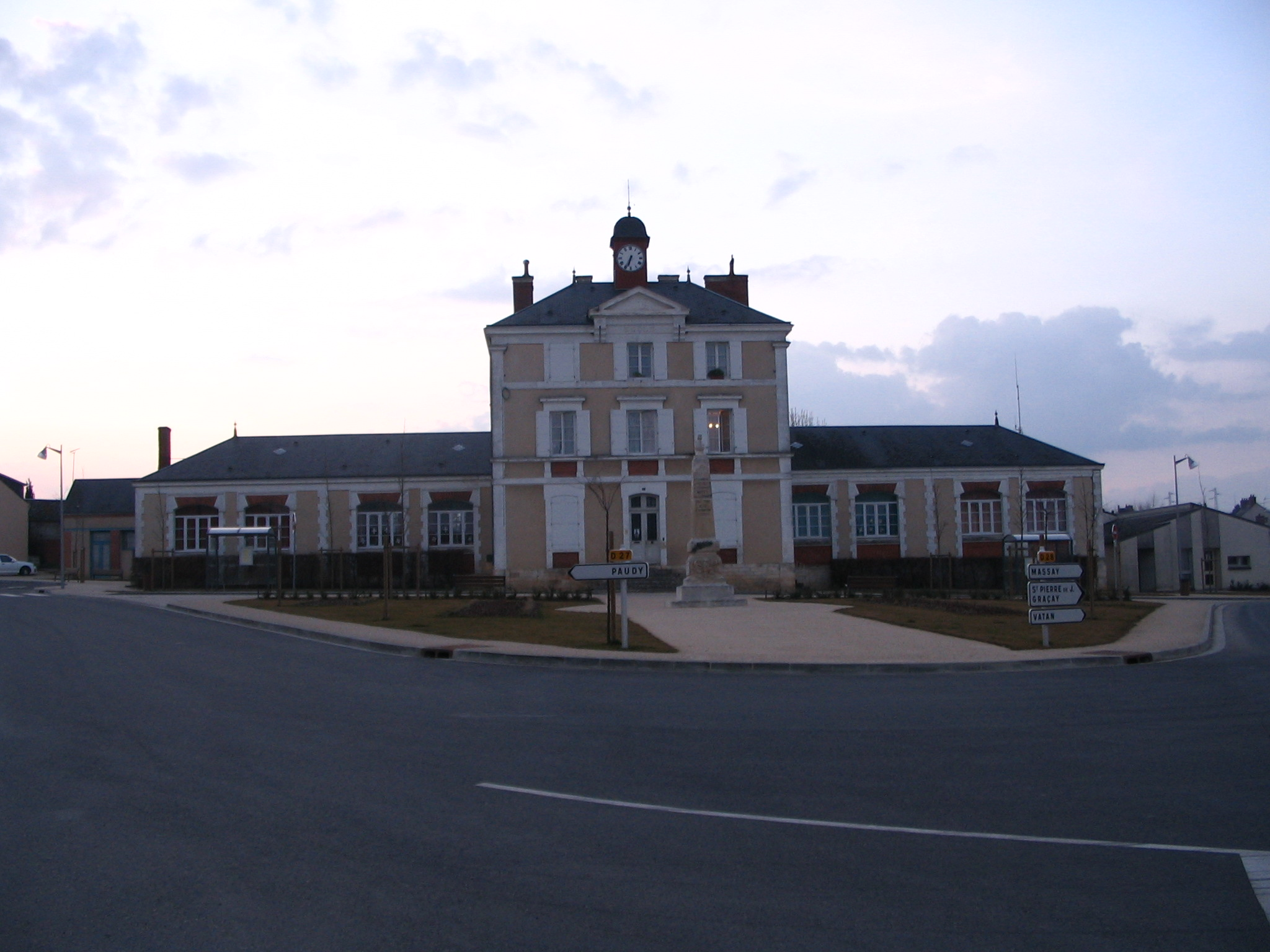
L'école élémentaire en 2009.

### Manifestations culturelles et festivités
Une foire aux vins a eu lieu chaque année à Pâques, depuis 1953, jusqu'en 2019 où l'association qui l'organisait a décidé de l'arrêter.

### Équipement culturel
La médiathèque est installée en plein cœur de Reuilly, au 30 rue de la République. Revues, romans, livres documentaires, magazines, presse quotidienne locale, fonds berrichon, ouvrages en gros caractères, CD, DVD, sont à la disposition du public.
La consultation de l’ensemble des documents est libre et gratuite. Une inscription, gratuite, avec remise d’une carte d’adhérent est établie, pour emprunter les livres à domicile mais aussi accéder à des ressources numériques avec réservation en ligne : film et documentaires en streaming « Univers ciné » et « Arte VOD », site d’apprentissage « tout apprendre ».
Le fonds documentaire appartient à la ville de Reuilly et à la bibliothèque départementale de l’Indre. Il est possible de consulter le catalogue.

### Sports
Au niveau sportif la commune dispose de deux terrains de football, d'un terrain de basket, d'un dojo, d'un boulodrome, d'un terrain de volley-ball, d'un terrain de tennis d'un parcours santé et d'un pumptrack (parcours VTT)

### Médias
La commune est couverte par les médias suivants : La Nouvelle République du Centre-Ouest, Le Berry républicain, L'Écho - La Marseillaise, La Bouinotte, Le Petit Berrichon, France 3 Centre-Val de Loire, Berry Issoudun Première, Vibration, Forum, France Bleu Berry et RCF en Berry.

## Économie
La commune se situe dans la zone d’emploi d'Issoudun et dans le bassin de vie de Mehun-sur-Yèvre.
La viticulture est l'une des activités de la commune, qui se trouve dans la zone couverte par l'AOC reuilly. Il a obtenu l'appellation d'origine contrôlée pour les vins blancs (issus du sauvignon) en 1937 et pour les vins rouges et rosés (issus du pinot noir et du pinot gris) en 1961. La production annuelle est d'environ 8 000 hectolitres.
La commune se trouve dans l'aire géographique et dans la zone de production du lait, de fabrication et d'affinage du fromage Valençay.
Reuilly dispose de plusieurs commerces en centre-ville et d'un supermarché.

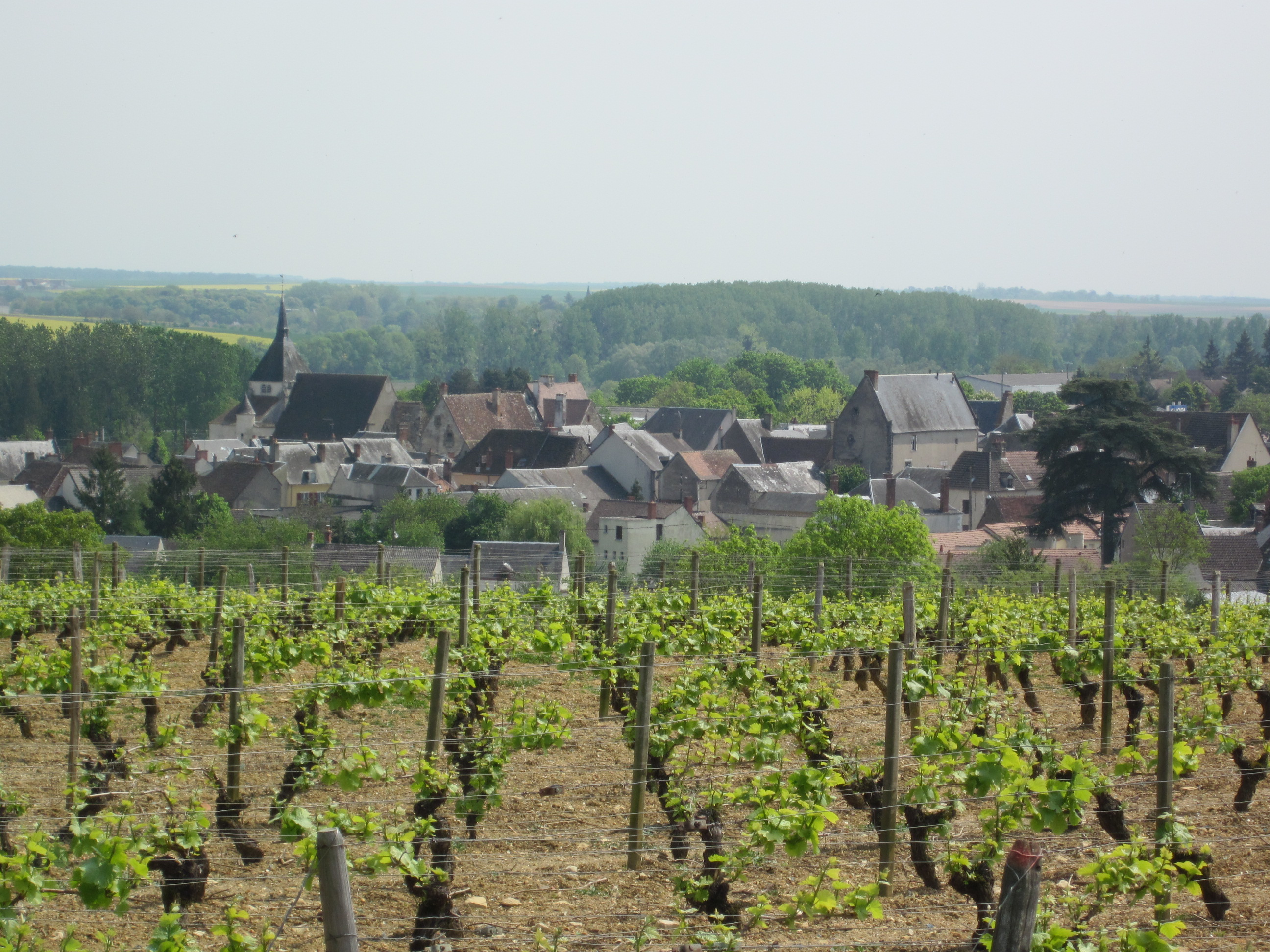
Le vignoble en 2011.
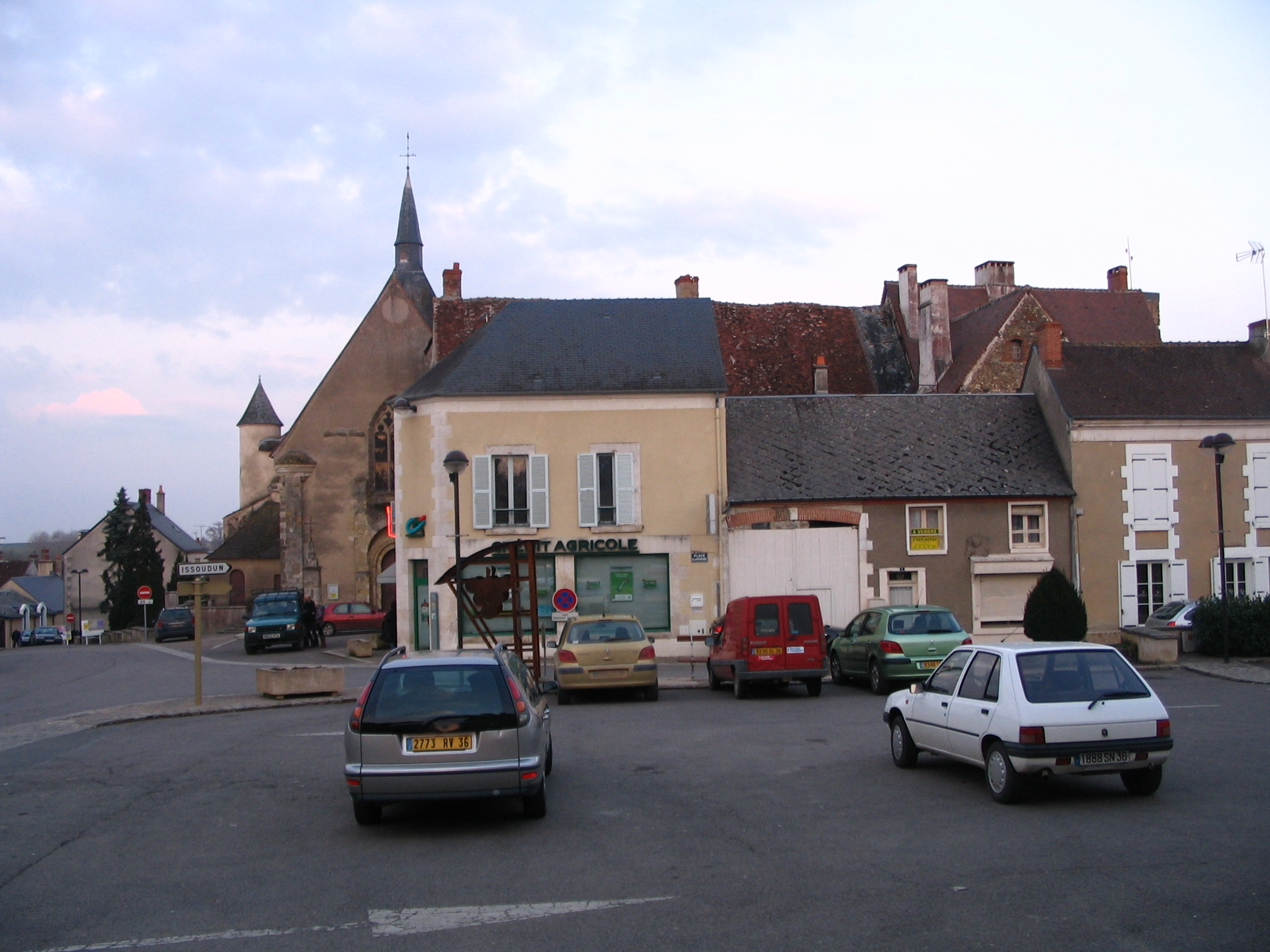
Une banque en 2009.
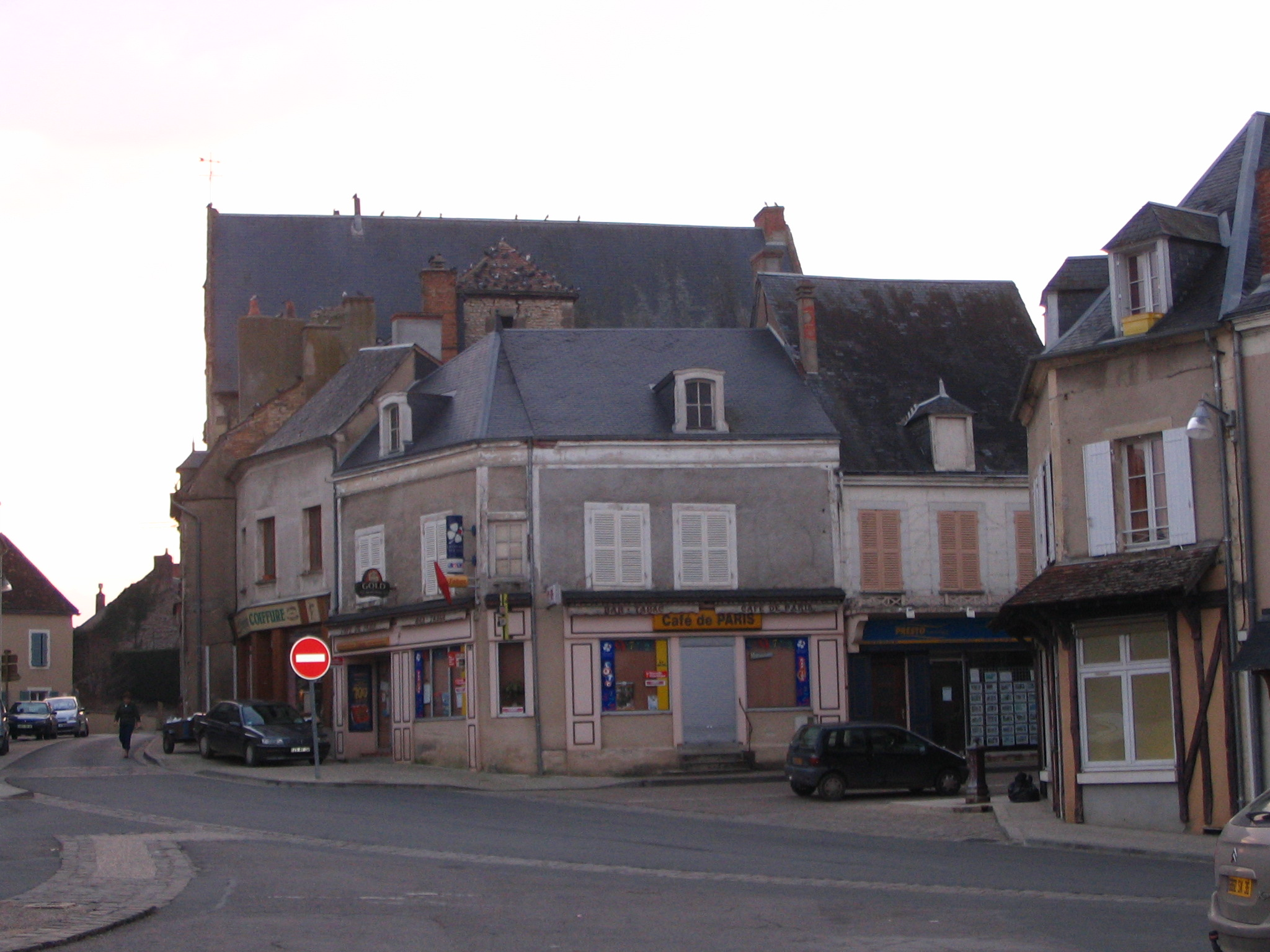
Le bar en 2009.

Un camping est présent dans la commune. Il s'agit du camping municipal qui dispose de 33 emplacements.

## Culture locale et patrimoine

### Lieux et monuments
- Château de la Ferté (XVIIe siècle) : le château fut construit suivant les plans de François Mansard, cousin du grand Mansart.
- Château de l'Ormeteau
- Église Saint-Denis (XIe siècle) : elle fut construite sur une crypte carolingienne.
- Monument aux morts
- Cellier-Dieu ou Grande maison : c'est un ancien hospice datant du XVe siècle. L'édifice a été en grande partie détruit lors d'un incendie, la nuit du 11 au 12 décembre 2013[54].
- Commanderie de l'Ormeteau : elle fut construite par les templiers, probablement au XIIIe siècle.
- Stèle Yves du Manoir : la stèle se trouve sur les lieux de son accident d'avion.
- Maison et tombe de Marius Jacob
- Musée du peintre Paul Surtel
- Musée de la maison de Reuilly

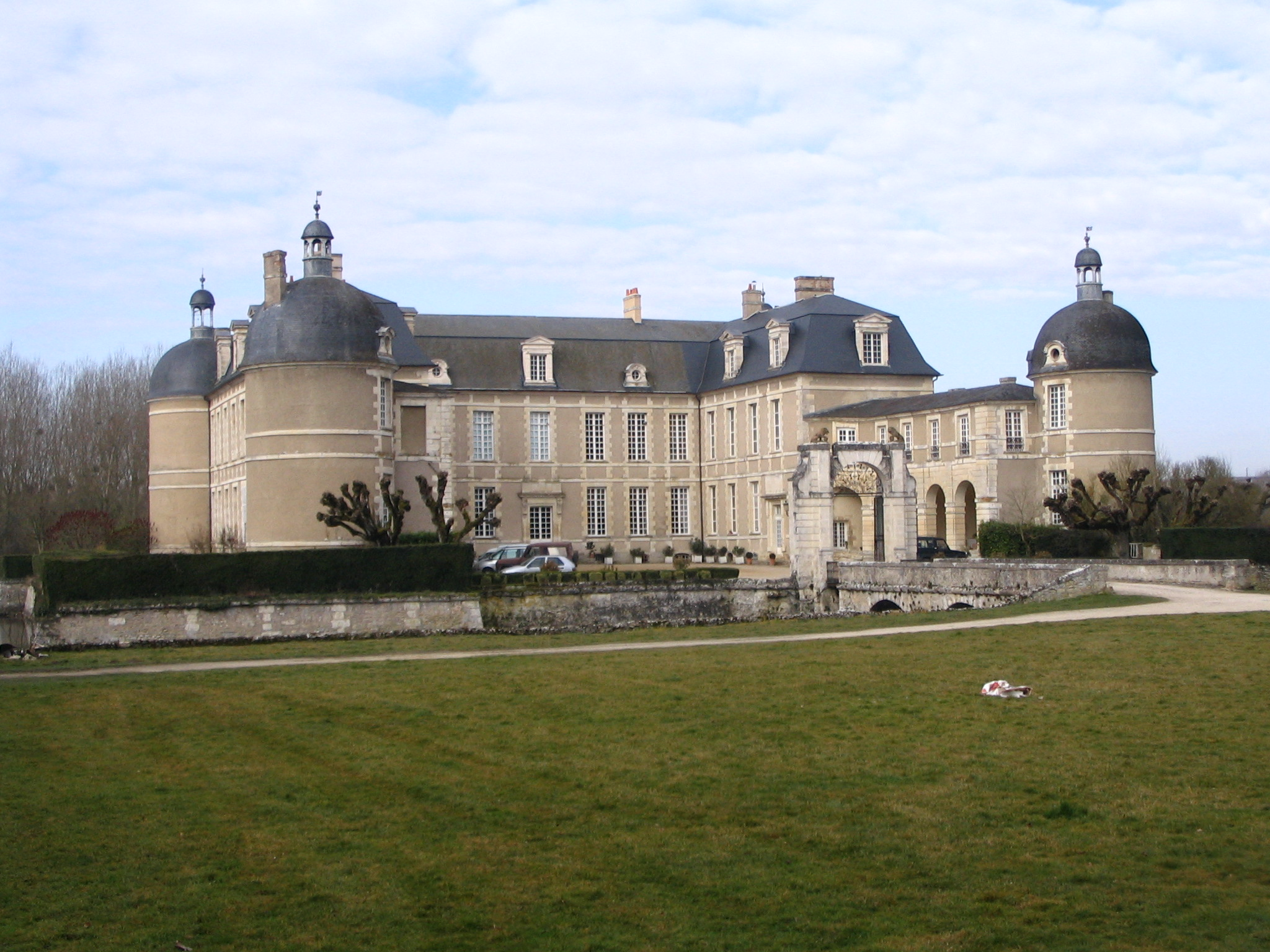
Le château de la Ferté en 2009.
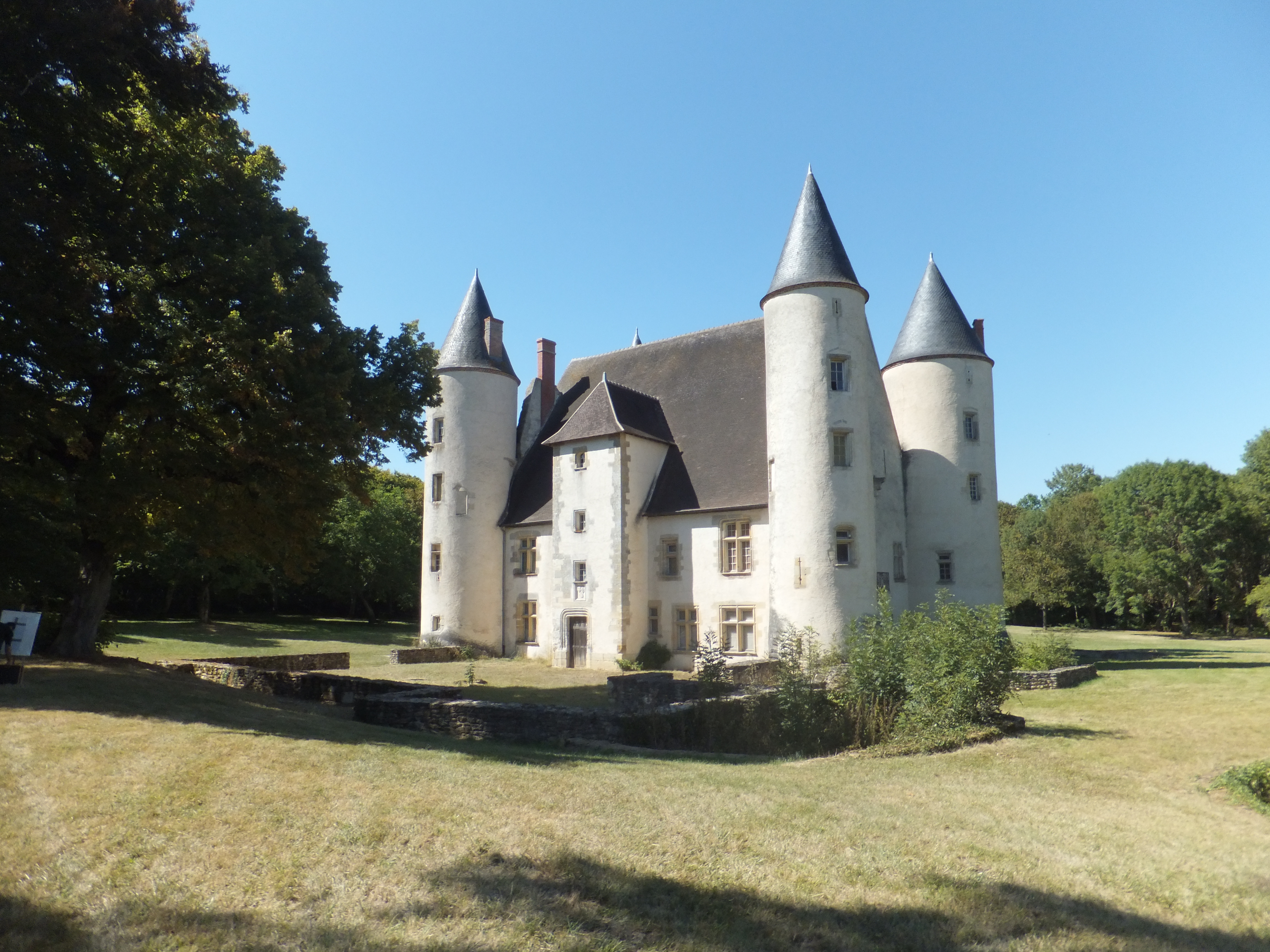
Le château de l'Ormeteau en 2013.
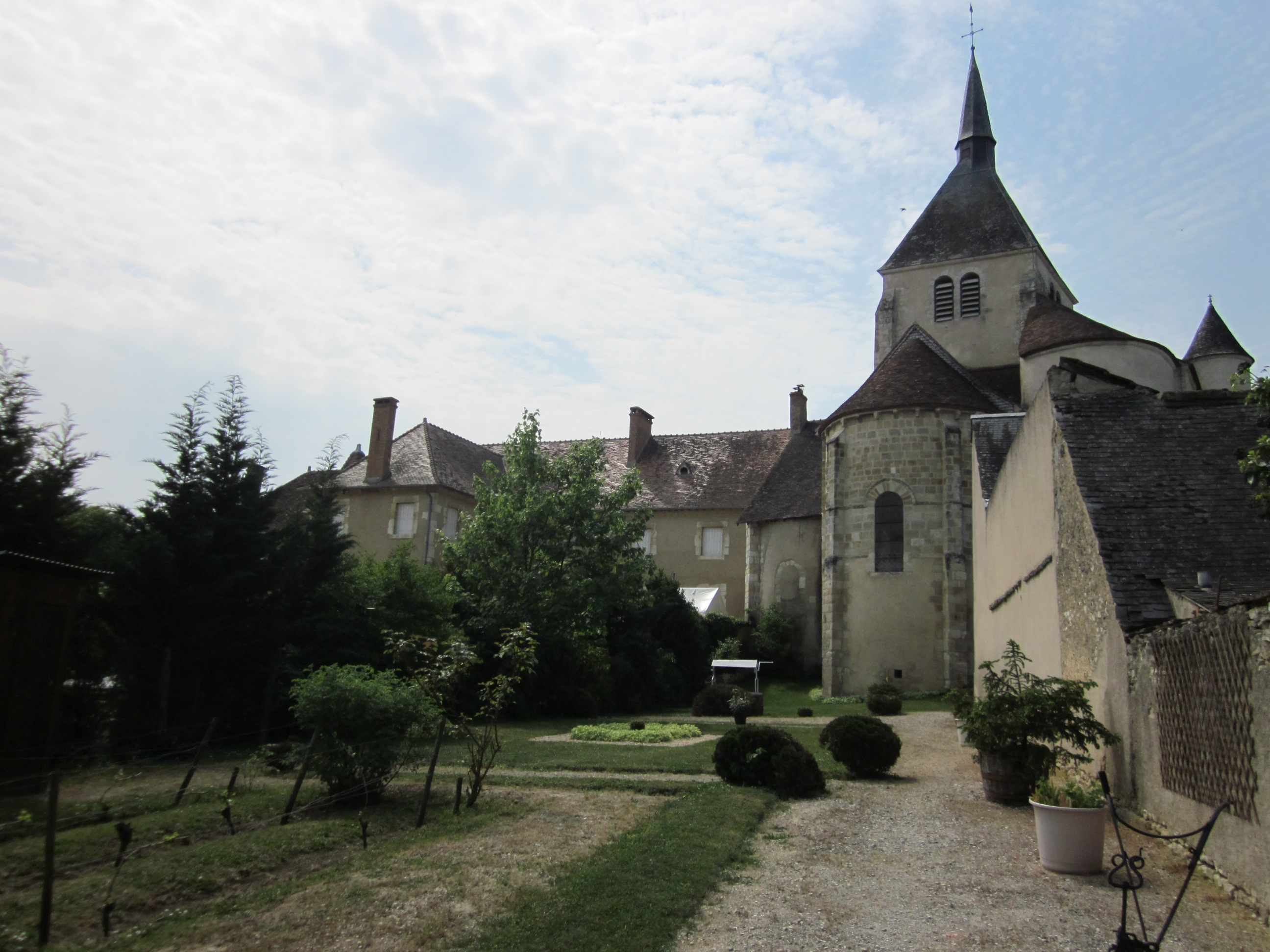
L'église Saint-Denis en 2011.
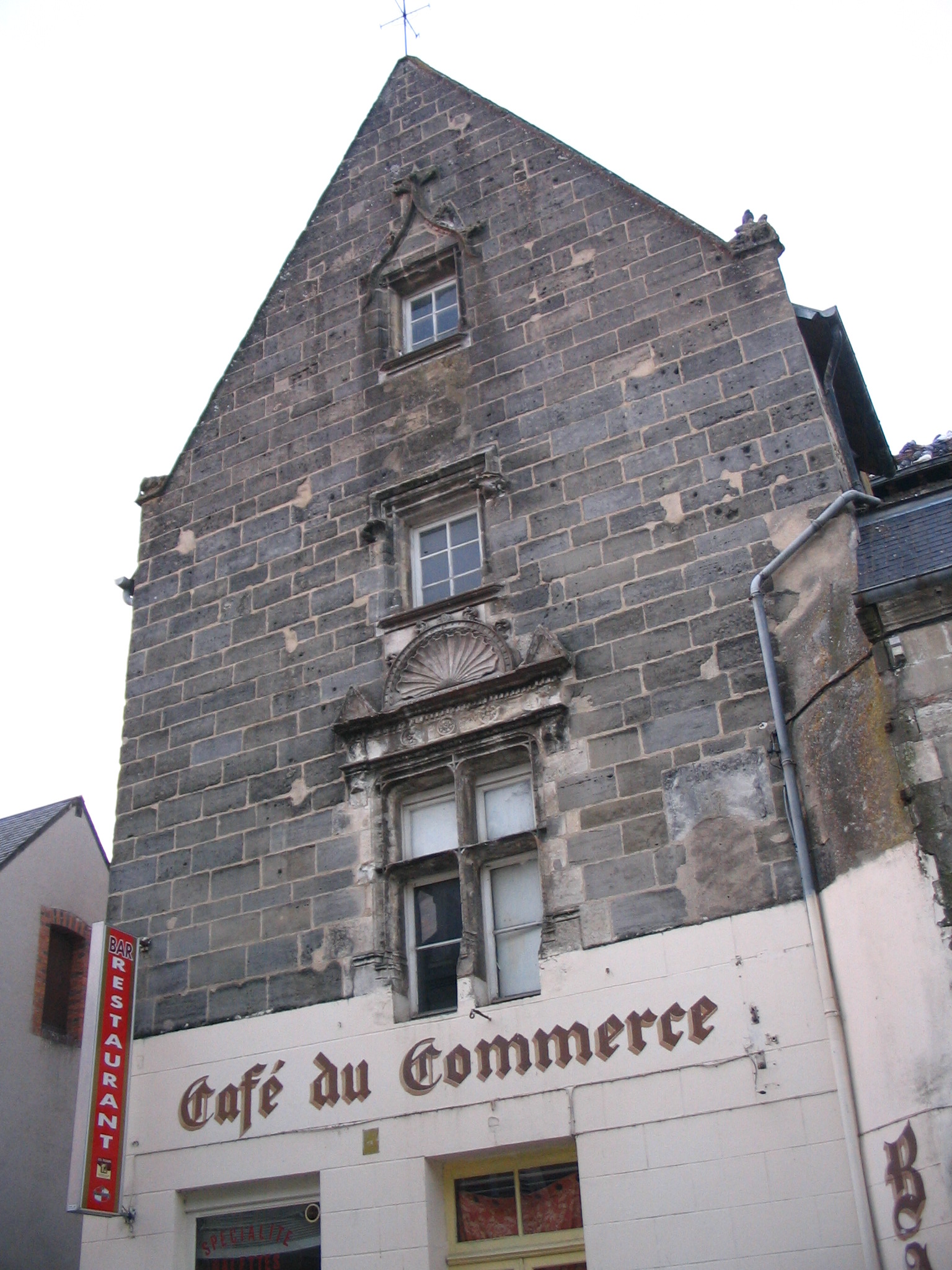
Le Cellier-Dieu en 2009.
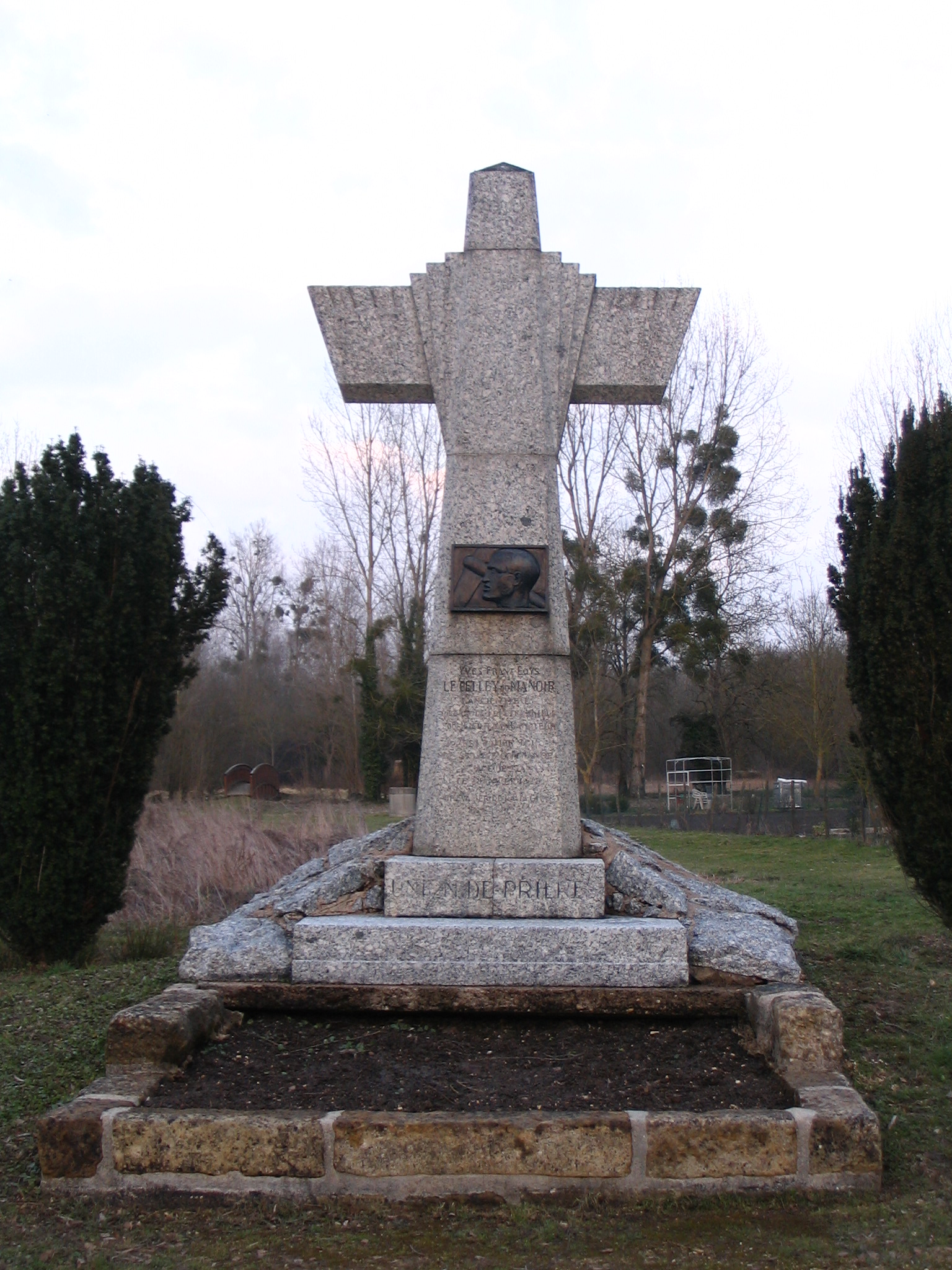
La stèle Yves du Manoir en 2009.

### Labels et distinctions
Reuilly a obtenu au concours des villes et villages fleuris le prix régional de l'Office de Tourisme Fleuri en 2011.

### Personnalités liées à la commune
- Marius Jacob (1879-1954), anarchiste illégaliste français, mort à Reuilly.
- Paul Surtel (1893-1985), peintre français, né à Reuilly.
- Yves du Manoir (1904-1928), joueur de rugby et aviateur, mort à 23 ans à Reuilly dans un accident d'avion.
- Pascal Pauvrehomme (1955-), homme politique et conteur d'expression berrichonne, né à Reuilly.

### Héraldique, logotype et devise
| Blason de Reuilly | Blason  | De gueules à la croix d'argent.                  |
| Blason de Reuilly | Détails | Le statut officiel du blason reste à déterminer. |

|  | Logotype de la commune de Reuilly : |